# Sherko Fatah
Sherko Fatah (ur. 28 listopada 1964 w Berlinie Wschodnim), niemiecki pisarz pochodzenia kurdyjskiego.
Jego matka była Niemką, ojciec irackim Kurdem. W 1975 rodzina zamieszkała w Berlinie Zachodnim. Studiował filozofię i historię sztuki. Debiutancką książkę, powieść Im Grenzland, opublikował w 2001. W 2008 opublikował powieść Czarny statek, utwór rozgrywający się m.in. w Iraku na przestrzeni ostatnich dwudziestu lat. Głównym bohaterem książki jest młody Irakijczyk, emigrujący do Niemiec po śmierci ojca.

## Powieści
- Im Grenzland (2001)
- Donnie (2002)
- Onkelchen (2004)
- Czarny statek (Das dunkle Schiff, 2008)
- Ein weißes Land (2011)
- Der letzte Ort (2014)
- Schwarzer September (2019)
- Der große Wunsch (2023)